# Генріх Зелльшопп
Генріх Ганс Ульріх Зелльшопп (нім. Heinrich Hans Ulrich Sellschopp; 8 квітня 1903, Затов — 8 листопада 1975, Бонн) — німецький військовий інженер, генерал-інженер люфтваффе (1 грудня 1942).

## Біографія
Син землевласників. В 1920/26 роках навчався у торговому училищі в Хемніці. В 1926/30 роках вивчав інженерну справу в Берліні та Мюнхені. З 1 жовтня 1930  року — технічний керівний фірми Schweriner Automobil- und Landmaschinen-Gesellschaft mbH. З 1 січня 1932 року — виконавчий директор авіазаводу Heinkel у Варнемюнде.
З 1 червня 1933 року — консультант Технічного управління, з 1 вересня 1937 року — начальник відділу обслуговування літаків Імперського міністерства авіації. В 1940/44 роках — начальник групи планування промислового виробництва Управління озброєнь сухопутних військ. В 1944/45 роках — консультант з переїзду фірми BMW в Мюнхені.
В 1946/50 роках — партнер фірми з ремонту автошин в Ленгеріху, в 1951/54 роках — фірми з виробництва автошин у Франкфурті-на-Майні. В 1954/56 роках — начальник відділу розробки паркувальних обігрівачів фірми Webasto. 2 січня 1956 року вступив в Федеральне управління оборонних технологій і постачання бундесверу в Кобленці, з 31 січня 1959 року — начальник відділу «Авіаційне обладнання», одночасно певний час очолював Управління з керування винищувачами НАТО. 28 лютого 1967 року вийшов на пенсію.

## Нагороди
- Медаль «За вислугу років у Вермахті» 4-го класу (4 роки)
- Хрест Воєнних заслуг 2-го і 1-го класу з мечами
- Медаль «За вислугу років у НСДАП» в бронзі (10 років)